# Hans Reinhart
Pour les articles homonymes, voir Reinhart.
Hans Reinhart, dit l'Ancien ou le Vieux, né à Dresde ou Torgau ou Wittenberg vers 1510 et mort à Leipzig le 25 janvier 1581, est un orfèvre et médailleur allemand.

## Biographie
Actif comme médailleur de 1535 à 1581, Hans Reinhart a été ébéniste à Halle avant de se consacrer à l'orfèvrerie. En 1539, il est citoyen de Leipzig et est admis à la guilde des orfèvres de la ville en 1547. Il est l'auteur de nombreuses médailles, parmi lesquelles une médaille de la Trinité de 1544 qui est reconnue comme son chef-d'œuvre.

## Galerie

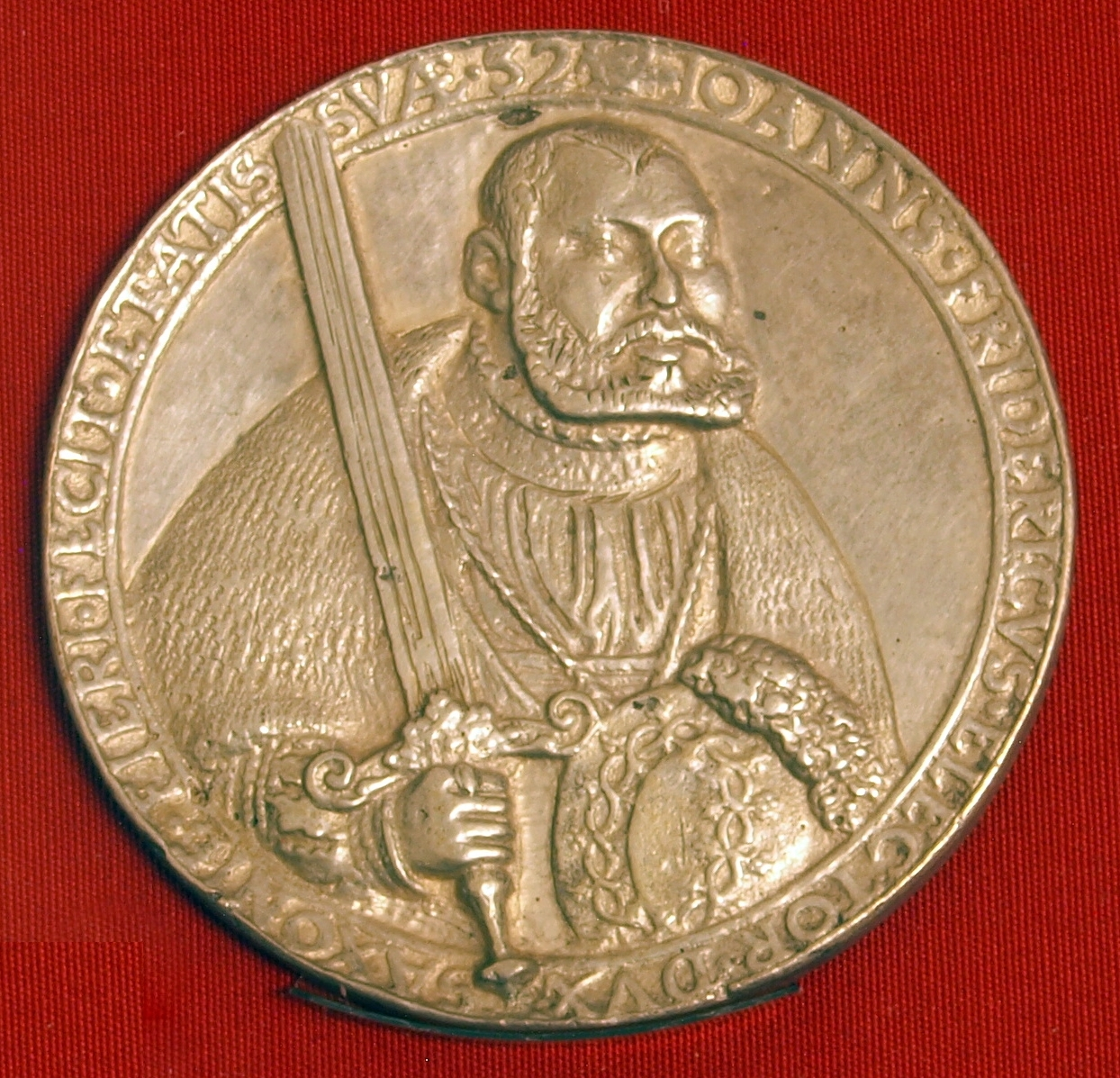
Johan Frederik van Saksen (1535)
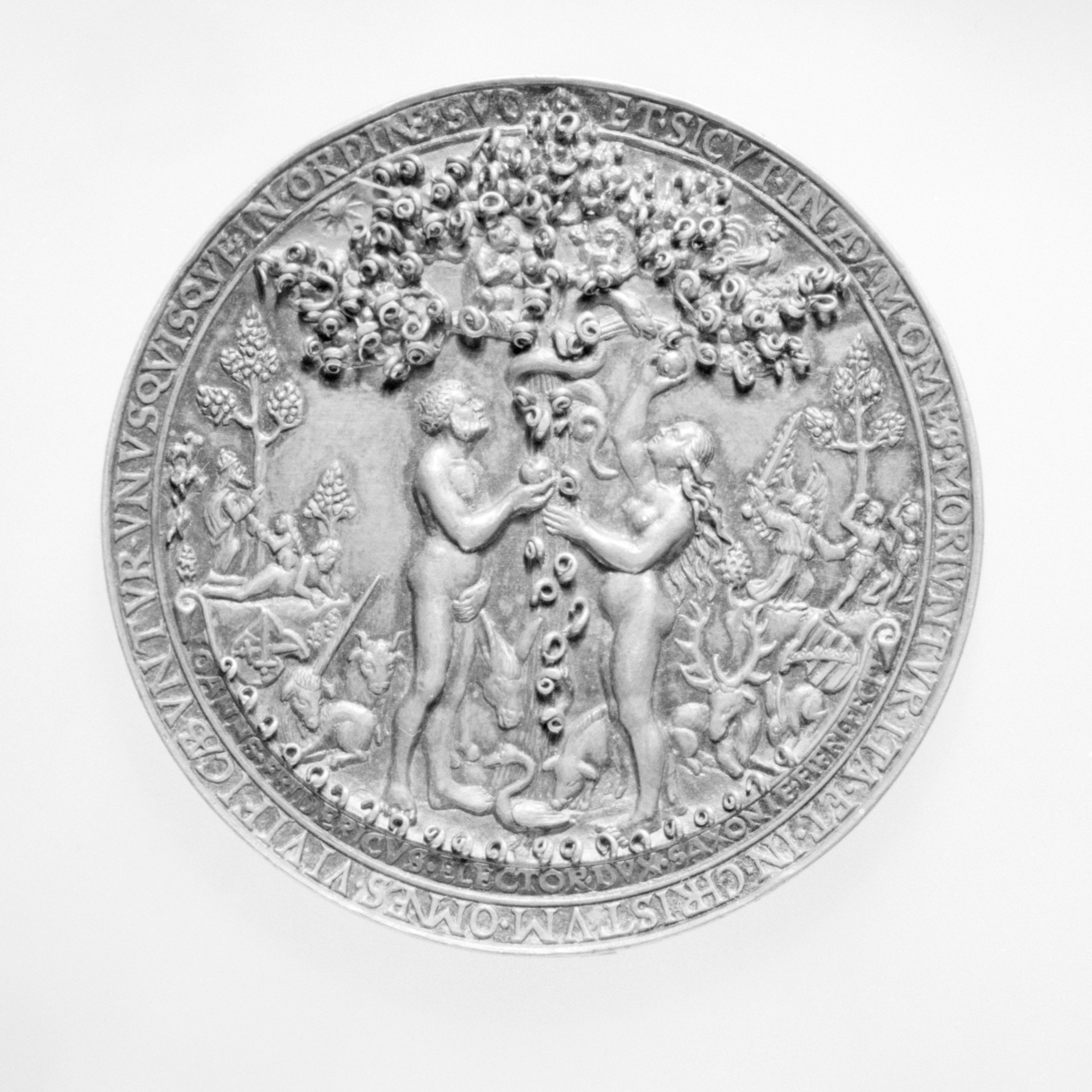
Adam et Eve au jardin d’Eden (1536)
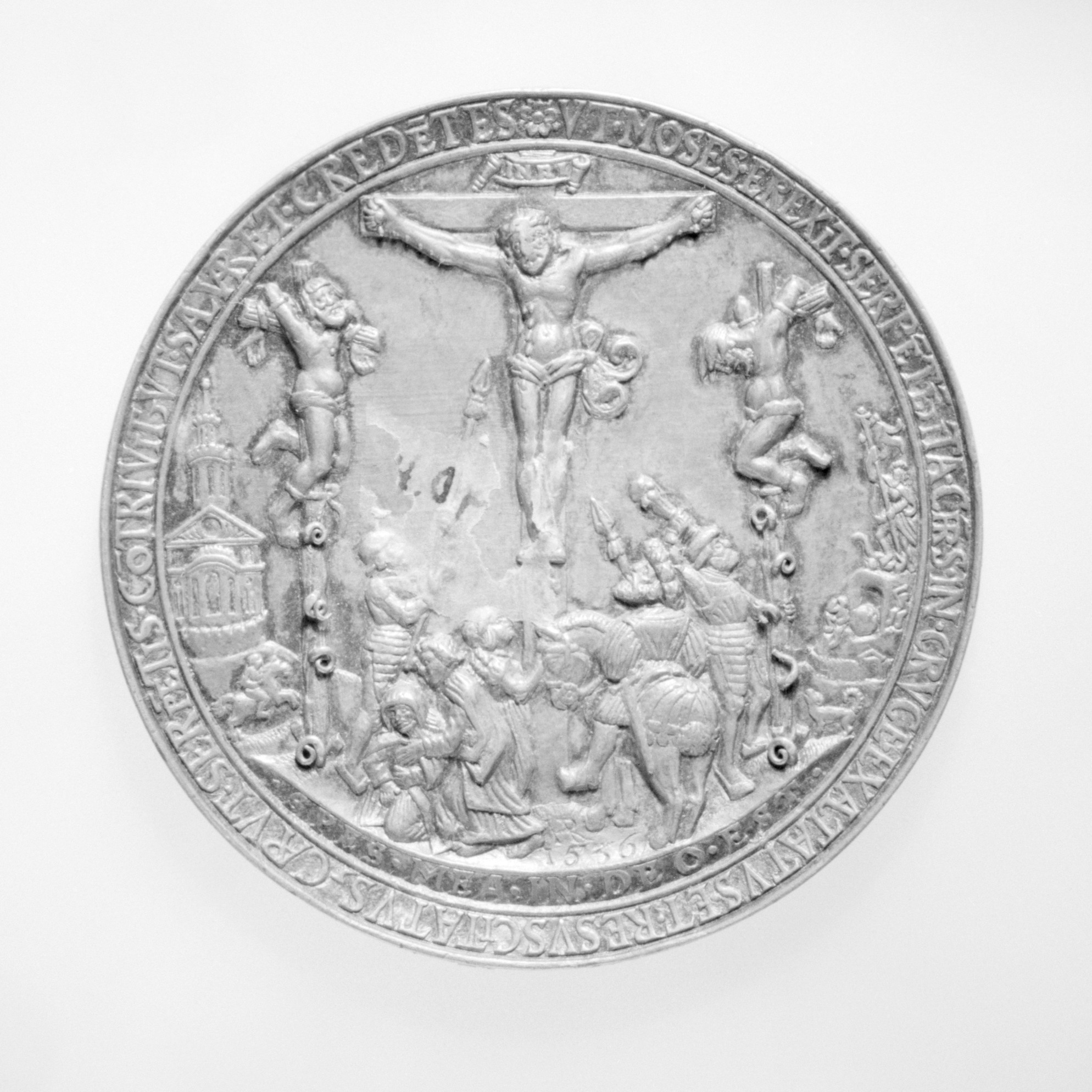
Crucifixion (1536)
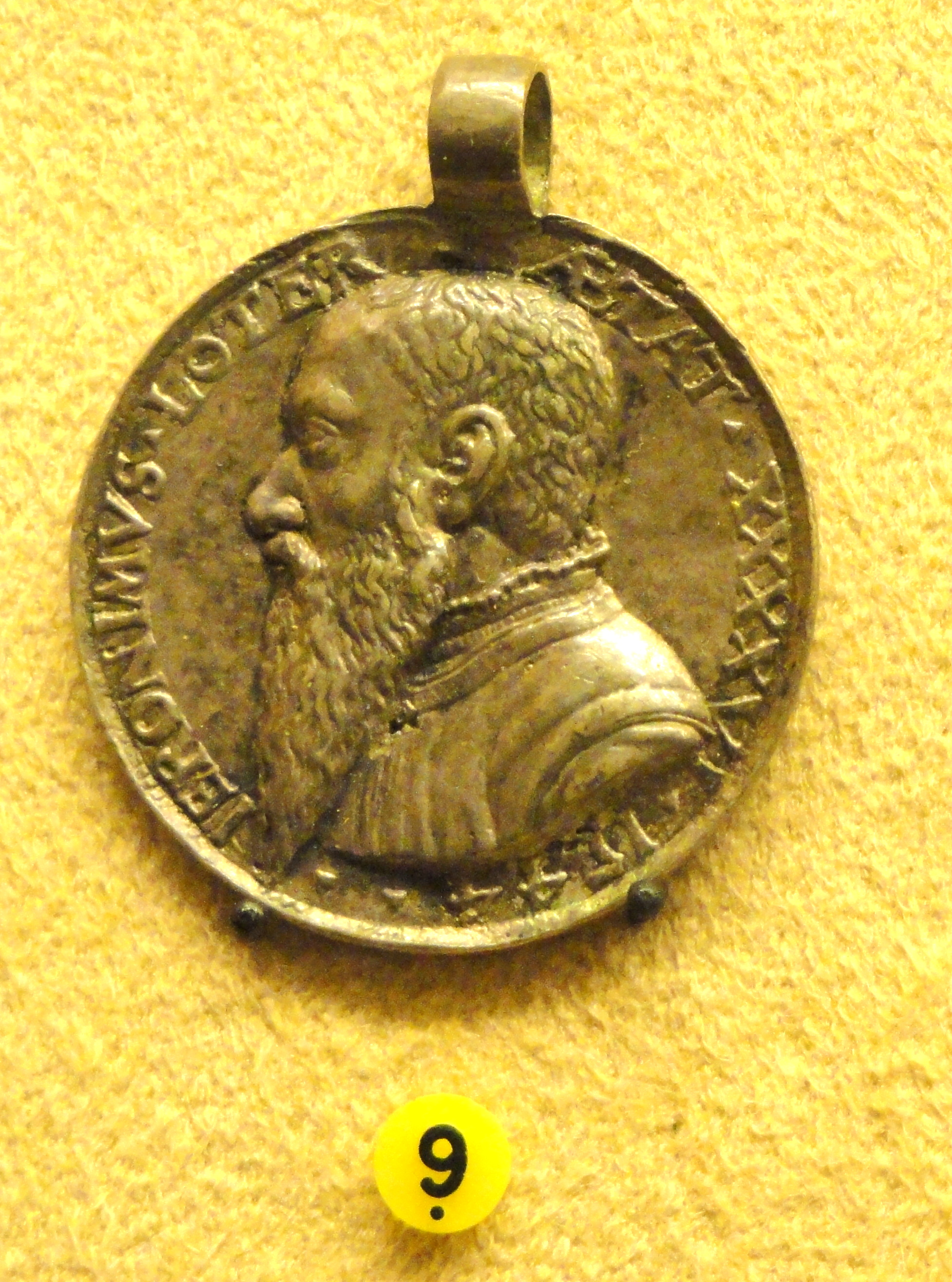
Hieronymus Lotter (1544)
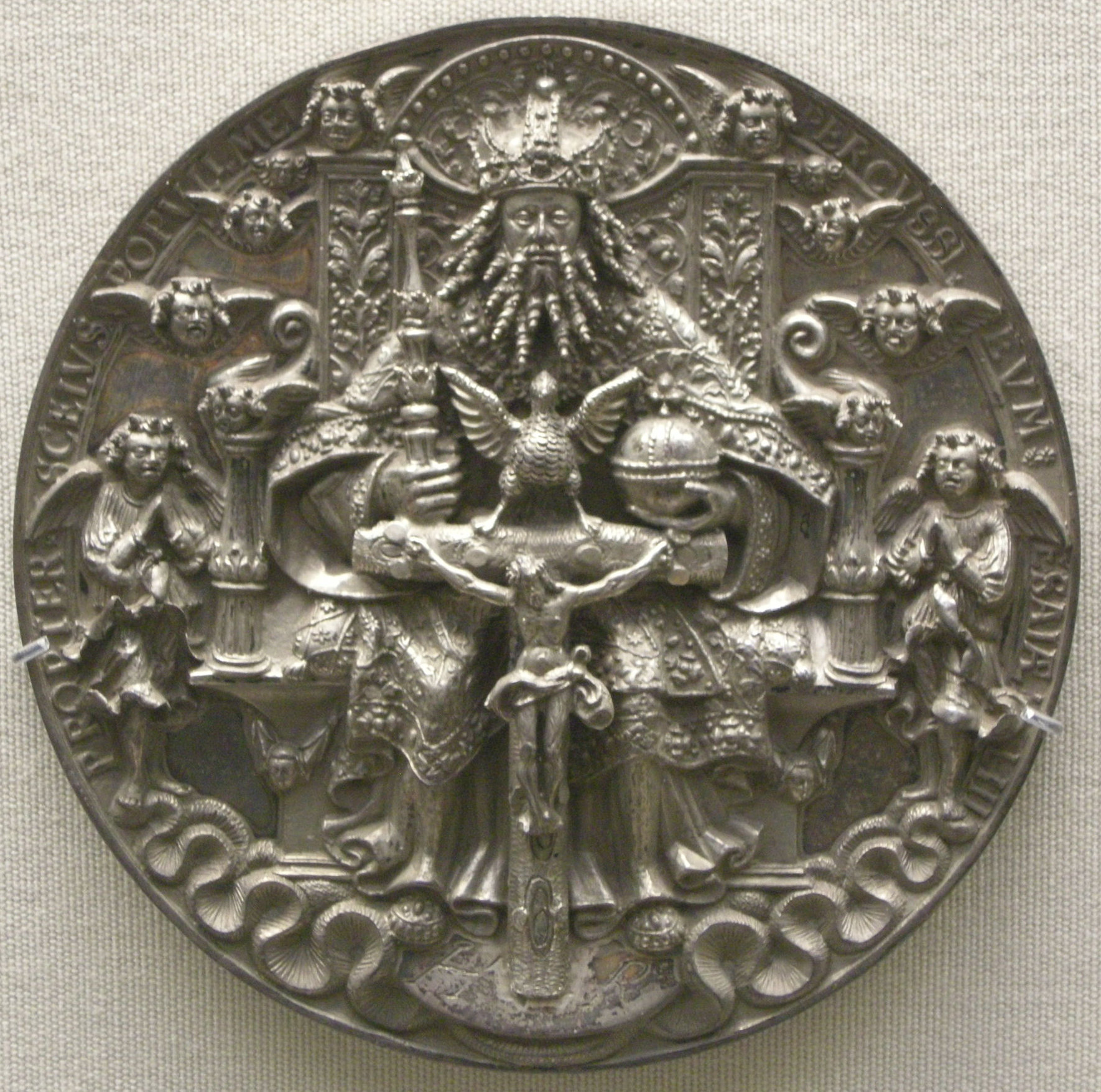
Médaille de la Trinité (1544)